# 대한민국-몬테네그로 관계
대한민국과 몬테네그로는 2006년에 외교 관계를 수립하였다. 몬테네그로가 세르비아로부터 독립하게 되면서 신생국이 되자, 한국은 몬테네그로에 대한 주권 독립 국가로 승인을 하고, 곧바로 수교에 합의하게 된다. 2023년 양국은 처음으로 정상회담을 개최하였다. 한국은 한국국제협력단를 통해서 몬테네그로에 공여 사업을 진행하고 있으며, 몬테네그로는 다양한 국제기구 선거에서 한국을 지원하고 있다.

## 연혁
- 2006년 외교관계 수립[2][3]

## 같이 보기
- 대한민국의 대외 관계
- 주세르비아 대한민국 대사관